# Johann Rudolf Pfyffer von Altishofen
Johann Rudolf Pfyffer von Altishofen (* vermutlich 1615; † 17. Mai 1657) aus dem Luzerner Patriziergeschlecht Pfyffer von Altishofen war von 1652 bis 1657 der 10. Kommandant der Schweizergarde. Er diente unter den Päpsten Innozenz X. und Alexander VII.
Er vermittelte 24 Katakombenheilige in die Schweiz. Darunter sind Synesius in der Stadtkirche Bremgarten, Damianus in Baden, Leontius in der Klosterkirche Muri, Placidus im Kloster Einsiedeln und Marianus und Getulius im Kloster Wettingen.
Er starb an Bakterienruhr.
| Vorgänger         | Amt                                     | Nachfolger                    |
| ----------------- | --------------------------------------- | ----------------------------- |
| Jost Fleckenstein | Kommandant der Schweizergarde 1652–1657 | Ludwig Pfyffer von Altishofen |